# 比瓦比克鎮區 (明尼蘇達州聖路易斯縣)
比瓦比克鎮區（英語：Biwabik Township）是一個位於美國明尼蘇達州聖路易斯縣的行政鎮區。

## 人口
根據2020年美國人口普查的數據，比瓦比克鎮區的面積為74.07平方千米，當中陸地面積為68.82平方千米，而水域面積為5.25平方千米。當地共有人口833人，而人口密度為每平方千米11人。